# République populaire de Bulgarie
1946-–1990
Entités précédentes :
- Royaume de Bulgarie

Entités suivantes :
- République de Bulgarie

La république populaire de Bulgarie (en bulgare : Народна Република България) est le régime politique en vigueur en Bulgarie entre 1946 et 1990, de l'abolition du royaume de Bulgarie à la chute du bloc de l'Est. Faisant partie des régimes dits de « démocratie populaire », associée au bloc de l'Est, membre du Pacte de Varsovie et du Conseil d'assistance économique mutuelle, la république populaire de Bulgarie est un proche allié de l'Union soviétique durant la guerre froide. Sa vie politique est dominée par le Parti communiste bulgare (PCB). Le régime prend fin de facto en 1989 ; la Bulgarie change de nom officiel en 1990 mais n'adopte une nouvelle constitution qu'en 1991.

## Histoire politique

### Origines et création de la république populaire de Bulgarie
À l'été 1944, l'Union soviétique souhaitant le retrait des troupes bulgares des terres occupées, le royaume de Bulgarie tente de prendre ses distances avec l'Allemagne, avec qui il fut associé durant la Seconde Guerre mondiale au sein de l'axe Rome-Berlin-Tokyo. Le 5 septembre de cette même année, l'Armée rouge envahit le pays. Les Russes sont aimés de la population et, malgré les ordres, l'armée bulgare n'oppose aucune résistance et demande l'armistice le jour même,.
Dans la nuit du 8 au 9 septembre, le Front patriotique, alliance du mouvement corporatiste Zveno, des sociaux-démocrates, de l'union agrarienne et du parti communiste, organise un coup d'État dirigé par Damian Veltchev et prend le pouvoir le 9 septembre. Kimon Georgiev, codirigeant du parti politique Zveno et ex premier ministre ayant exercé une dictature sur la Bulgarie entre mai 1934 et janvier 1935, devient chef du nouveau gouvernement. Il se compose de quatre ministres communistes, trois venant de Zveno, quatre de l'union agrarienne, deux sociaux-démocrates, et deux intellectuels indépendants,,. Les régents du royaume de Bulgarie (Bogdan Filov, Kiril Preslavski et Nicolas Mikhov) sont remplacés par Venelin Guanev, Tsvetko Bobochevski et Todor Pavlov. La manœuvre étant inconstitutionnelle, le gouvernement s'appuie sur la Constitution bulgare de 1879 permettant dans les cas extrêmes de promouvoir une loi sans passer par l'Assemblée Nationale.
La Bulgarie déclare officiellement la guerre à l'Allemagne. Dès l'automne 1944, les communistes, dont le parti porte alors le nom de Parti ouvrier bulgare, mettent en place une politique d'épuration, d'abord sauvage, puis légale, avec l'aide des troupes soviétiques d'occupation. Membres de l'élite politique, « fascistes » réels ou proclamés, sont déférés devant des « tribunaux populaires » ; des camps de détention sont ouverts, accueillant plusieurs milliers de prisonniers. La classe politique bulgare demeurée en dehors du Front patriotique est décapitée [réf. nécessaire]. Le 17 mai 1945, un décret-loi prévoit de lourdes peines de prison ou la peine de mort pour toute contestation de l'autorité du Front patriotique. À l'automne 1946, un plébiscite décide l'abolition de la monarchie avec, officiellement, 97 % des suffrages : la république populaire de Bulgarie est proclamée le 15 septembre.

### Mise en place du régime et répression politique
Les élections législatives du 27 octobre 1946, à la régularité contestée, accordent 70 % des voix au Front patriotique. Le Parti ouvrier bulgare dispose à lui seul de la majorité absolue avec 275 sièges sur 468. Vasil Kolarov prend la présidence de la République, tandis que Georgi Dimitrov, ancien secrétaire général du Komintern et dirigeant du Parti ouvrier, devient le 21 novembre chef d'un gouvernement composé pour moitié de communistes.

L'île de Béléné où se trouve camp de concentration de Béléné.

La mise au pas de la classe politique se poursuit, les communistes éliminant progressivement toute dissidence. Le 5 juin 1947, Nikola Petkov, dirigeant de l'Union agrarienne, est arrêté en pleine séance du parlement, sous l'accusation de tentative de coup d'État et de menées terroristes. Il est condamné à mort et pendu le 23 septembre. En 1948, le Parti ouvrier bulgare fusionne avec les sociaux-démocrates, reprenant le nom de Parti communiste bulgare (PCB). Le Front patriotique continue officiellement d'exister, pour maintenir une apparence de multipartisme. Les camps continuent de se développer, pour atteindre le nombre de quarante-cinq, comptant notamment le camp de Béléné, ainsi que ceux de Skravena, de Bogdanovdol, ou de Lovetch. La police secrète du régime, le Comité pour la Sécurité de l'État (Комитет за държавна сигурност, Komitet za daržavna sigurnost ; abréviations : КДС ou CSS), fait régner la terreur dans le pays. La Bulgarie étant encore une nation essentiellement agricole, une politique de collectivisation des terres est décidée ; le gouvernement impose en outre un système d'achat obligatoire d'un quota de fournitures d'État, qui s'avère ruineux pour une grande partie des paysans.
À partir de 1948, le PCB applique la « lutte des classes » dans les campagnes : la police et les milices du parti mènent des opérations contre les « koulaks », dénomination sous laquelle sont regroupés les anciens membres de l'Union agrarienne, les opposants réels ou supposés, les propriétaires terriens, ou les paysans supposés aisés. Les mesures de collectivisation aggravent la situation alimentaire du pays. Le régime doit parallèlement affronter une résistance armée, des groupes d'opposants armés, désignés sous le nom de Goryani (maquisards) pratiquant la résistance dans les forêts et les campagnes jusqu'à la fin des années 1950.
Georgi Dimitrov meurt de maladie le 2 juillet 1949. Vălko Červenkov lui succède à la tête du parti puis, en 1950, du gouvernement, et poursuit la politique du régime sur la même ligne stalinienne. Les purges politiques touchent également la hiérarchie du Parti communiste : Trajčo Kostov, ancien dirigeant du parti, est arrêté en juin 1949. Avec dix autres membres du parti, il est condamné pour menées subversives et collusion avec le Royaume-Uni et le régime de Tito ; Kostov est pendu dans la nuit du 16 au 17 décembre, tandis que ses coaccusés sont condamnés à de lourdes peines de prison.

### Régime de Todor Jivkov

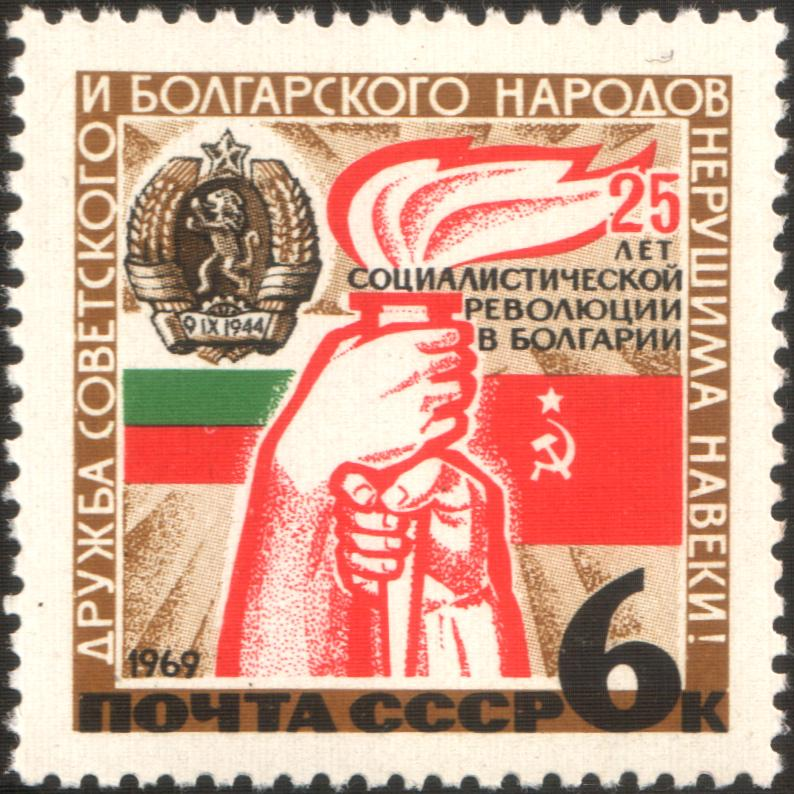
Timbre soviétique de 1969 célébrant « l'amitié éternelle entre la Bulgarie et l'URSS ».

Après la mort de Staline, Červenkov perd la plupart de ses appuis en URSS : en mars 1954, il est remplacé par Todor Jivkov à la tête du secrétariat général du PCB. En avril 1956, Anton Yugov le remplace à la tête du gouvernement. La politique de la Bulgarie communiste demeure étroitement associée à celle de l'URSS. La répression politique continue : en 1956, un décret-loi autorise la relégation et l'assignation à résidence de tous les « citoyens douteux », arbitrairement désignés. La politique de collectivisation des terres se poursuit, liquidant en 1958 le reste des exploitations restées en dehors des fermes collectives. En 1959, un plan quinquennal d'industrialisation, inspiré du Grand Bond en avant de la république populaire de Chine, est un échec. Une relative détente politique aboutit néanmoins à la fermeture des camps et, le 9 septembre 1964, à l'amnistie des détenus politiques, pour marquer le vingtième anniversaire de la prise du pouvoir. Certains condamnés politiques, comme Kostov, sont réhabilités post-mortem, à l'exclusion cependant des non-communistes comme Petkov. En 1962, Yugov est remplacé par Jivkov à la tête du gouvernement.
Le 16 mars 1971, une nouvelle constitution, censée accompagner le passage de la Bulgarie au stade du « socialisme avancé », est adoptée par plébiscite avec 99,6 % des suffrages officiels. Todor Jivkov devient chef de l'État, avec le titre nouvellement créé de Président du Conseil d'État. Stanko Todorov devient chef du gouvernement. La Bulgarie demeure politiquement très proche de l'URSS, étant parfois considérée comme sa « seizième république ». Dans les années 1960, il est envisagé, côté bulgare et de manière non officielle, de demander l'intégration de la Bulgarie à l'URSS ; cette idée n'a finalement pas de suite.
Le pays connaît une sensible amélioration du niveau de vie de ses habitants dans les années 1960-1970. Le pays subit tout comme l'URSS Brejnevienne une stagnation politique et économique. La répression politique demeure cependant prégnante, et se signale par des affaires retentissantes comme l'assassinat du dissident Guéorgui Markov, dans l'affaire dite du « parapluie bulgare ». Le régime de Todor Jivkov connaît une période de relative libéralisation, à la fois politique et culturelle, marquée notamment par l'influence de sa fille Lioudmila Jivkova, prépondérante dans le monde culturel. Le décès en 1981 de la fille de Todor Jivkov, dont une partie des proches sont ensuite poursuivis pour corruption, marque le terme de cette période de dégel. Dans les années 1980, la Bulgarie connaît une période de difficultés économiques. Afin de détourner le mécontentement populaire, le régime communiste tente en 1984-1985 de jouer la carte du nationalisme en lançant une campagne de « bulgarisation » des noms des citoyens musulmans bulgares. Appliquée essentiellement par voie administrative, elle est accompagnée de nombreuses exactions comme la destruction de mosquées, l’interdiction d’utiliser le turc en public, etc. Cette campagne et des manifestations de protestations souvent violentes à l’intérieur, attirent l’attention des pays occidentaux et des organisations de défense des droits de l'homme. En 1988, Todor Jivkov tente de mener une Perestroïka locale, baptisée Preustrojstvo, et incluant une relative libéralisation économique.
En 1989, l'État bulgare a entrepris le plus grand programme de nettoyage ethnique de la guerre froide en Europe, depuis l'après-guerre et l'expulsion des Allemands d'Europe de l'Est. Dans une tentative de renforcer sa propre légitimité alors que le communisme s'effondrait dans tout le bloc de l'Est, le régime de Jivkov a eu recours au nationalisme bulgare. Il décide d'expulser tous ceux Turcs de Bulgarie jugés « non bulgarisables ».:1–3 Entre le 30 mai et le 22 août 1989, entre 310 000 et 322 000 Turcs bulgares ont été expulsés vers la Turquie. Avec d'autres expulsés plus tôt et des membres de la famille qui ont émigré pour rejoindre les expulsés ou qui ont émigré après l'effondrement de l'État communiste le 10 novembre 1989, environ 360 000, voire 400 000, des Bulgares turcs ont quitté la Bulgarie pour la Turquie.:1–3 La campagne de changement de nom a été imposée par les forces armées bulgares. Entre 800 et 2 500 personnes ont été tuées, en l'espace de trois mois. Au camp de concentration de Béléné, les certificats de décès étaient régulièrement falsifiés pour indiquer que les détenus étaient morts de maladie plutôt que de mauvais traitements et de punitions extrajudiciaires. À titre de comparaison, 122 ont été tués pendant l'état de siège en Pologne de 1981 à 1983 et 3500 ont été tués au cours des décennies de conflit nord-irlandais:34–35. Le 29 décembre 1989, le PCB a abandonné sa politique d'assimilation forcée envers les Turcs ethniques, craignant que les 400 000 restants n'émigrent également et n'accélèrent l'effondrement de l'économie. La campagne de nettoyage ethnique était sans précédent dans la mesure où les politiques ont finalement été inversées et, à la fin de 1990, environ 40 % des expulsés sont retournés en Bulgarie. Bien qu'environ 77 000 rapatriés aient été rendus sans abri par la confiscation de leurs biens, une loi adoptée en juillet 1992 a restitué les biens saisis. Contrairement aux campagnes de nettoyage ethnique ultérieures des guerres yougoslaves, la campagne de nettoyage ethnique bulgare n'a pas été causée par une guerre ou un effondrement de l'État et n'a entraîné aucune guerre:1–3.

### Fin du régime
En novembre 1989, une importante pollution au chlore dans la région de Roussé, provenant d'une usine roumaine située à Giurgiu, entraîne le déclenchement d'importantes manifestations en Bulgarie pour protester contre la situation écologique désastreuse du pays. Des groupes dissidents comme le club pour le soutien de la perestroïka et de la glasnost puis, en 1989, Podkrepa et Ekoglasnost, se forment progressivement. Jivkov, âgé de 79 ans, apparaît dépassé : au sein du PCB, les réformateurs comme Andréi Lukanov, Alexandre Lilmov, et Petăr Mladenov prennent le contrôle dans ce qui est qualifié de révolution de palais. Le 10 novembre 1989, au lendemain de la chute du mur de Berlin, Jivkov est démis de toutes ses fonctions par le parti ; Mladenov le remplace à la tête de l'État. La censure est supprimée. Jivkov est arrêté pour corruption en janvier 1990. En février 1990, le Parti communiste décrète la fin du régime avant de s'auto-dissoudre et de devenir le Parti socialiste bulgare. Les groupes dissidents et libéraux s'unissent au sein du SDS (Union des forces démocratiques).
Les premières élections libres ont lieu en juin 1990. Les socialistes remportent la majorité. Lukanov devient chef du gouvernement. Le 1er août, l'ancien dissident Želju Želev devient chef de l'État. Le 15 novembre 1990, le parlement invalide la constitution de 1974 et supprime l'adjectif populaire du nom officiel du pays, qui devient la république de Bulgarie. Le 29 novembre 1990, une grève entraîne la démission du gouvernement Lukanov, remplacé en décembre par un gouvernement de coalition. Le 12 juillet 1991, une nouvelle constitution est adoptée et consacre l'abandon de toute référence au socialisme. De nouvelles élections ont lieu en octobre 1991 et sont remportées par l'opposition. Le 8 novembre 1991, Filip Dimitrov forme un nouveau gouvernement, sans la participation d'aucun socialiste,.
La Bulgarie souffre de la conversion post-communiste. Le pays connaît dans les années suivantes une transition économique difficile, avec plusieurs périodes d'alternance politique, les socialistes et les autres partis se succédant au gouvernement. Plusieurs journalistes indiquent que la Bulgarie fait partie des cas où la nomenklatura conserve le pouvoir en prenant l'étiquette socialiste. Les difficultés font aussi qu'une nostalgie communiste, surtout de l'ère Jivkov, se développe, parfois alimentée par les politiques,,.

### Galerie des armoiries de la république populaire de Bulgarie
Les armoiries représentent un lion rampant, les couleurs du pays et la date du 9 septembre 1944, le début de la république populaire. En 1971, l'année 681, soit la création de l'empire bulgare, est rajoutée ce qui est vu comme un symbolisme plus nationaliste que communiste. L'étoile rouge, le blé et la roue dentée sont des caractéristiques du symbolisme communiste et de l'héraldique socialiste.

1946 – 1948.
1948.
1948 – 1967.
1967 – 1971.
1971 – 1990.

### Galerie des hommes politiques

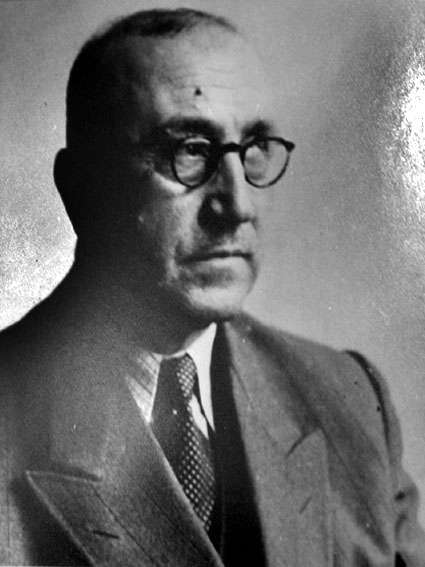
Kimon Georgiev, chef du gouvernement après le coup d’État de septembre 1944.
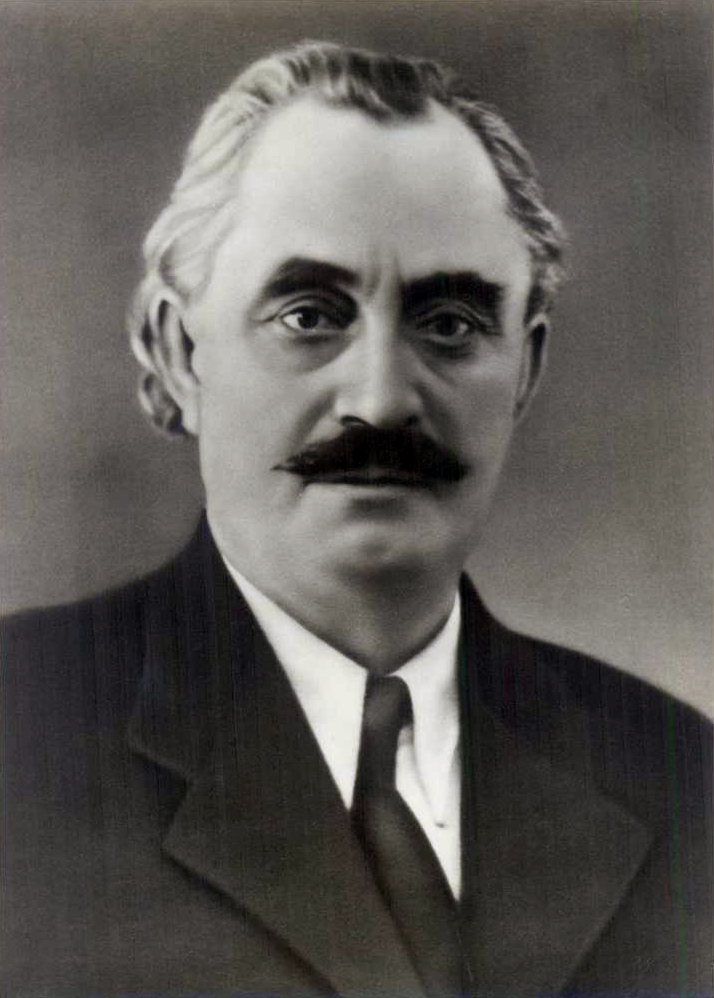
Georgi Dimitrov.
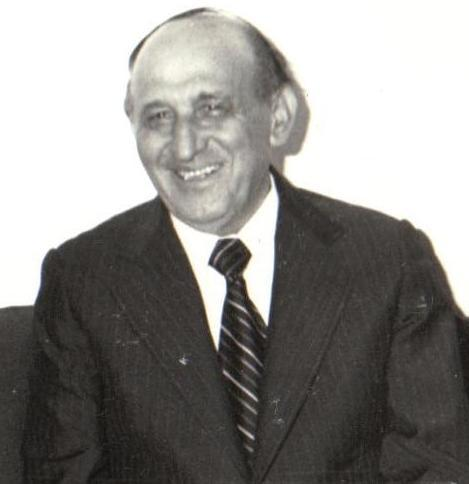
Todor Jivkov.
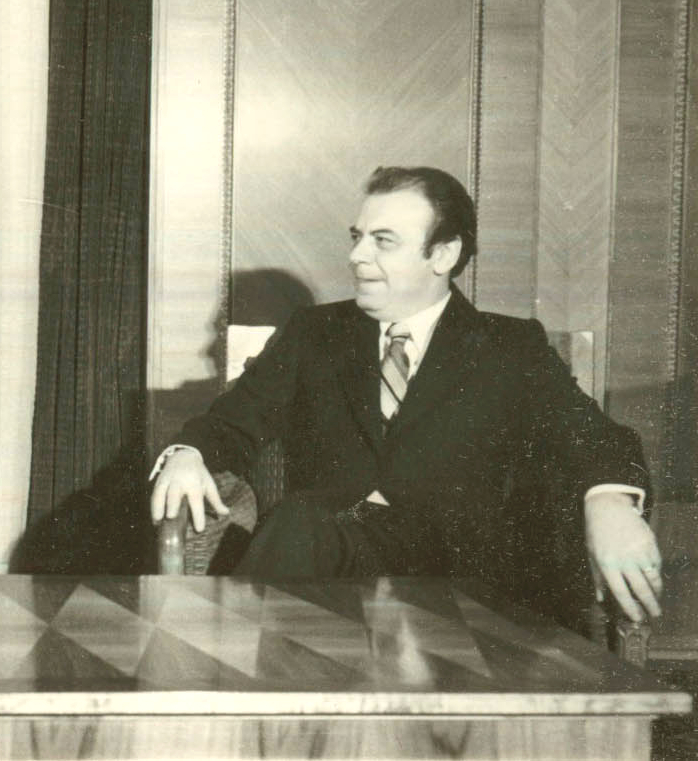
Petăr Mladenov remplace Todor Jivkov, en novembre 1989, et supprime la censure.[réf. souhaitée]

## Économie
L'économie de la république populaire de Bulgarie est une économie planifiée semblable à celle d'autres États du CAEM. Dans le milieu des années 1940, quand le processus de collectivisation commence, la Bulgarie est un État essentiellement agraire, avec quelque 80 % de la population située dans les zones rurales. Les productions de tous les secteurs sont nationalisées, même si ce n'est qu'à partir de la prise de pouvoir de Vălko Červenkov (1950) que l'activité économique privée est complètement mise au rebut.
La Bulgarie connait un développement industriel fulgurant à partir des années 1950. Dès la décennie suivante, l'économie du pays apparait profondément transformée. Si de nombreuses difficultés persistent, telles que la médiocrité des logements ou l'insuffisance des infrastructures urbaines, la modernisation est bien réelle. Le pays s'oriente par la suite vers la technologie de pointe, secteur qui représente 14 % de son PIB entre 1985 et 1990. Ses usines produisent des processeurs, des disques durs, des lecteurs de disquettes et des robots industriels.

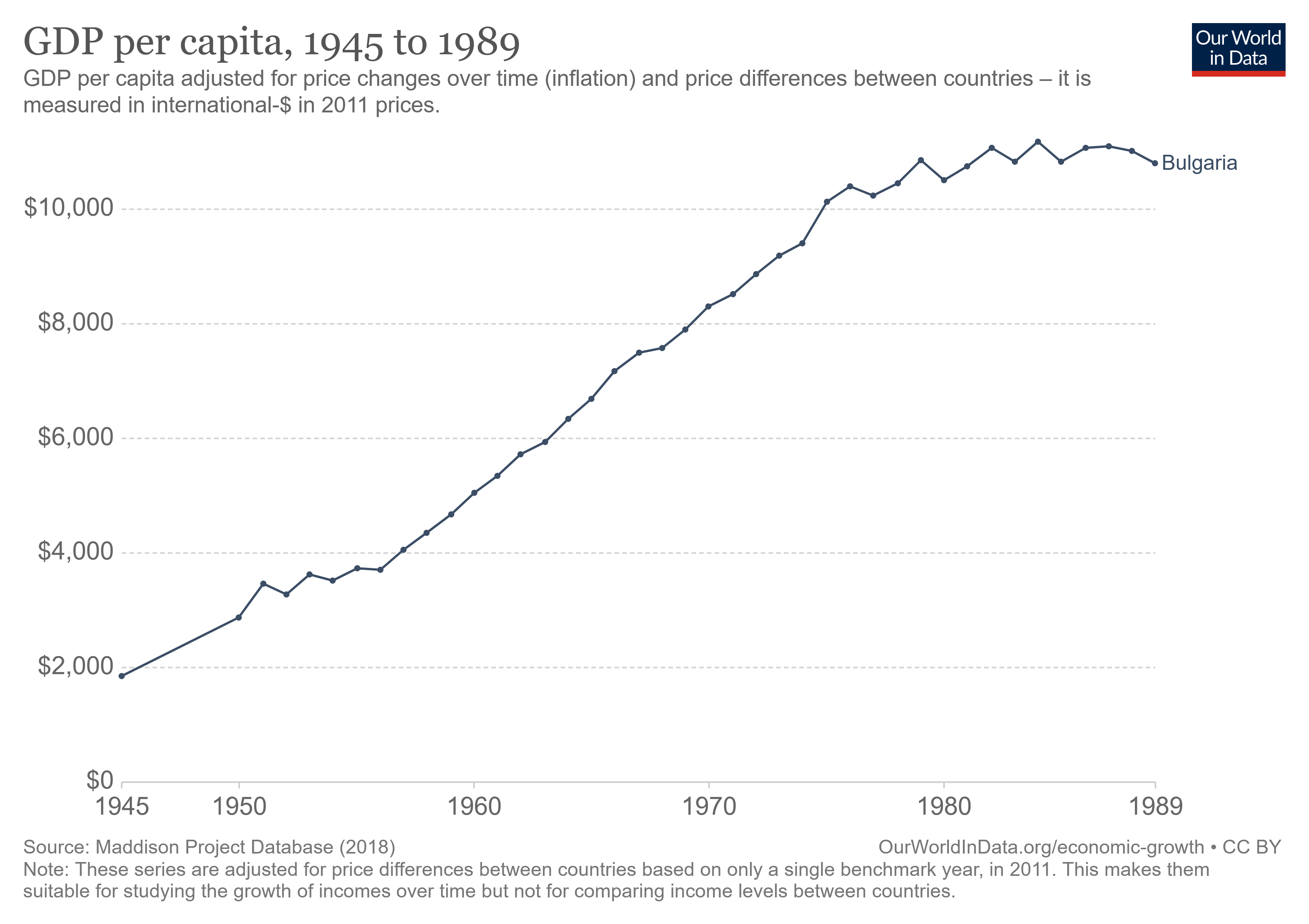
PIB par habitant pendant la période socialiste, selon le projet Maddison (2018).

Dans les années 1970, la république populaire de Bulgarie avait un coefficient de Gini de 18, ce qui la classant parmi les pays présentant les plus faibles niveaux d'inégalité de revenus au monde.